# Matthew Baird Mansion
Das Matthew Baird Mansion ist ein historisches Anwesen in North Philadelphia. 
Das vierstöckige Anwesen hat 19 Räume und wurde von 1863 bis 1864 erbaut. Es umfasst ein rückwärtig anschließendes Hinterhaus und einen Pferdestall am anderen Ende des 160 Fuß breiten Grundstücks, dessen aus Sandstein gearbeitete Frontfassade 40 Fuß breit ist. Es war eines der ersten repräsentablen Stadthäuser, die Philadelphias reiche Industriellen innerorts in der Nähe ihrer Firmenzentrale erbauten, einige davon ebenfalls an der Broad Street. Matthew Baird Mansion lässt Stilelemente verschiedener Richtungen, wie zum Beispiel Romanesque, Second Empire und Italianate erkennen. Ein prägnantes Merkmal sind die unter anderem in Rundbögen auslaufenden Friesbänder, welche das Fenstersims bilden.
Bauherr Matthew Baird war ein Erfinder für Bauteile von Dampflokomotiven bei dem Unternehmen Baldwin Locomotive Works. Nach dem Tod von Matthias William Baldwin 1866 wurde er alleiniger Besitzer des damals weltweit größten Unternehmens dieser Art, das fortan als Baldwin Locomotive Works, M. Baird & Co. auch unter seinem Namen firmierte. Nach seinem Tod 1877 lebte die Familie noch zehn Jahre in Matthew Baird Mansion. 
Am 29. Dezember 1983 wurde Matthew Baird Mansion in das National Register of Historic Places aufgenommen.